# MOWAG Piranha
MOWAG Piranha — сімейство колісних 8×8/4 бойових броньованих машин виробництва швейцарської компанії Mowag, що перебуває на озброєнні сухопутних військ Швейцарії та багатьох інших країн.

## Оператори
| - Швейцарія - Австралія - Бельгія - Ботсвана - Бразилія - Гана - Данія | - Ірландія - Іспанія - Канада - Ліберія - Монако - Молдова - Оман | - Румунія - Саудівська Аравія - США - Швеція - Чилі - ООН |

### Piranha V
- Сухопутні війська Данії — в процесі придбання 309 машин, постачання останньої очікується в 2023 році[2].
- Monégasque Carabiniers — 2 машини Piranha V.[3]
- Сухопутні війська Іспанії — в 2015 році придбано 5 машин як прототипи для програми VBMR.

### Румунія
За угодою перші 36 бронетранспортерів Piranha V будуть виробництва швейцарського підприємства Mowag GmbH (входить до General Dynamics European Land Systems), причому як готовий виріб буде поставлено 30 одиниць, а ще 6 як машинокомплекти, що згодом збирали у Румунії.
Ще 191 бронетранспортер Piranha V буде виготовлено на підприємстві Uzina Mecanică București SA по ліцензії.
З цієї кількості 58 будуть у виконанні бронетранспортера, а 133 в шести різноманітних модифікаціях.
30 бронетранспортерів укомплектовані бойовим модулем UT30MK2 розробки та виробництва ізраїльської компанії Elbit Systems, на який встановлена з 30-мм гармата Northrop Grumman Bushmaster Mk 44, а 6 зібраних у Румунії — бойовим модулем з 12,7 мм кулеметом.
Спочатку планувалось поставити перші бронетранспортери Piranha V у 2018 році, але через певні затримки 30 машин були готові станом на січень 2019-го року.
Ще на рік затягнулось процес виробництва ізраїльських бойових модулів та дооснащення них 30 бойових машин.
Збирання 6 машинокомплектів у Румунії тривало впродовж 2020 року.
5 жовтня 2020 року відбулась урочиста церемонія прийомки першої партії з 36 бойових машин.

### Україна
Данія планувала відправити до України близько 25 колісних бронетранспортерів Piranha ІІІ. Проте швейцарський Державний секретаріат з економічних питань (SECO) відхилив запит на передачу бронетехніки оскільки країна дотримується нейтралітету і не постачає зброю в зони конфлікту.